# CEV Champions League 2015-2016 (maschile)
La CEV Champions League di pallavolo maschile 2015-2016 si è svolta dal 3 novembre 2015 al 17 aprile 2016: al torneo hanno partecipato ventotto squadre di club europee e la vittoria finale è andata per la quarta volta, la seconda consecutiva, al Volejbol'nyj klub Zenit-Kazan'.

## Formula

### Sistema di qualificazione
In base alla Ranking List 2015 ogni federazione affiliata alla CEV ha potuto schierare un certo numero di club: 
- Posizioni 1-2 ( Italia,  Russia): 3 squadre;
- Posizioni 3-7 ( Belgio,  Francia,  Germania,  Polonia,  Turchia): 2 squadre;
- Posizioni 8-16 ( Austria,  Bulgaria,  Grecia,  Montenegro,  Rep. Ceca,  Romania,  Slovenia,  Svizzera): 1 squadra.

Le wild cards sono state assegnate al Belgio, alla Polonia, alla Serbia e alla Turchia.

### Regolamento
Le squadre hanno disputato una prima fase a gironi con formula del girone all'italiana con gare di andata e ritorno; al termine della prima fase:
- La prima classificata di ogni girone, più le cinque migliori seconde classificate (tuttavia, essendo la squadra ospitante la Final Four scelta tra queste e già qualificata alle semifinali, viene ripescata la sesta migliore seconda classificata), hanno disputato play-off a 12, play-off a 6, tutti giocati con gare di andata e ritorno (nel caso in cui la partita di andata termini con il punteggio di 3-0 o 3-1 e quella di ritorno indifferentemente con il punteggio di 3-0 o 3-1 oppure entrambe le partite terminino con il punteggio di 3-2 viene disputato un golden set), semifinali, finale per il terzo posto e finale.
- La peggiore seconda classificata, più le tre migliori terze classificate, hanno acceduto alla Coppa CEV 2015-16[1].

## Squadre partecipanti
| - Tirol - Asse-Lennik - Maaseik - Roeselare - Marek Junion-Ivkoni - Paris - Tours | - Charlottenburg - Friedrichshafen - PAOK - Lube - Modena - Trentino - Budvanska rivijera | - Asseco Resovia - Skra Bełchatów - Trefl Gdańsk - Dukla Liberec - Tomis Costanza - Belogor'e - Dinamo Mosca | - Zenit-Kazan - Vojvodina - ACH Volley - Lugano - Arkas - Halkbank - Ziraat Bankası |

## Torneo

### Fase a gironi
I gironi sono stati sorteggiati a Vienna il 2 luglio 2015.
| Girone A            | Girone B        | Girone C | Girone D           | Girone E       |
| ------------------- | --------------- | -------- | ------------------ | -------------- |
| Belogor'e           | Ziraat Bankası  | Maaseik  | Halkbank           | Skra Bełchatów |
| Charlottenburg      | Friedrichshafen | PAOK     | Budvanska rivijera | Dukla Liberec  |
| Marek Junion-Ivkoni | Dinamo Mosca    | Tours    | Tirol              | Roeselare      |
| Arkas               | Paris           | Trentino | Zenit-Kazan        | Lube           |

| Girone F     | Girone G       |
| ------------ | -------------- |
| ACH Volley   | Tomis Costanza |
| Trefl Gdańsk | Asse-Lennik    |
| Modena       | Lugano         |
| Vojvodina    | Asseco Resovia |

#### Girone A

##### Risultati
| 4 novembre 2015 Max-Schmeling-Halle, Berlino Durata: 2h:02 - Spettatori: 4 179         | Charlottenburg      | 2 - 3 | Arkas               | 27-25, 18-25, 22-25, 25-13, 12-15 |
| 4 novembre 2015 Hall Dupnitza, Dupnica Durata: 1h:08 - Spettatori: 1 750               | Marek Junion-Ivkoni | 0 - 3 | Belogor'e           | 15-25, 15-25, 17-25               |
| 17 novembre 2015 Sports Palace Cosmos, Belgorod Durata: 1h:34 - Spettatori: 4 100      | Belogor'e           | 3 - 0 | Charlottenburg      | 25-18, 25-17, 26-24               |
| 17 novembre 2015 İzmir Atatürk Voleybol Salonu, Smirne Durata: 1h:40 - Spettatori: 800 | Arkas               | 3 - 1 | Marek Junion-Ivkoni | 25-17, 21-25, 25-22, 25-18        |
| 2 dicembre 2015 Max-Schmeling-Halle, Berlino Durata: 1h:13 - Spettatori: 3 742         | Charlottenburg      | 3 - 0 | Marek Junion-Ivkoni | 25-18, 25-20, 25-17               |
| 1º dicembre 2015 İzmir Atatürk Voleybol Salonu, Smirne Durata: 0h:00 - Spettatori: 0   | Arkas               | 3 - 0 | Belogor'e           | 25-0, 25-0, 25-0                  |
| 16 dicembre 2015 Sports Palace Cosmos, Belgorod Durata: 1h:17 - Spettatori: 2 700      | Belogor'e           | 3 - 0 | Arkas               | 25-20, 25-18, 25-23               |
| 16 dicembre 2015 Hall Dupnitza, Dupnica Durata: 1h:17 - Spettatori: 1 035              | Marek Junion-Ivkoni | 0 - 3 | Charlottenburg      | 14-25, 19-25, 25-27               |
| 20 gennaio 2016 Hall Dupnitza, Dupnica Durata: 1h:10 - Spettatori: 600                 | Marek Junion-Ivkoni | 0 - 3 | Arkas               | 15-25, 19-25, 16-25               |
| 20 gennaio 2016 Max-Schmeling-Halle, Berlino Durata: 1h:51 - Spettatori: 5 129         | Charlottenburg      | 1 - 3 | Belogor'e           | 23-25, 25-17, 25-27, 17-25        |
| 26 gennaio 2016 Sports Palace Cosmos, Belgorod Durata: 1h:00 - Spettatori: 1390        | Belogor'e           | 3 - 0 | Marek Junion-Ivkoni | 25-11, 25-16, 25-14               |
| 26 gennaio 2016 İzmir Atatürk Voleybol Salonu, Smirne Durata: 2h:08 - Spettatori: 550  | Arkas               | 2 - 3 | Charlottenburg      | 25-8, 24-26, 19-25, 25-23, 13-15  |

##### Classifica
| Pos | Squadra             | Pt | G | V | P | SV | SP | Ratio  | PF  | PS  | Ratio |
| --- | ------------------- | -- | - | - | - | -- | -- | ------ | --- | --- | ----- |
| 1   | Belogor'e           | 15 | 6 | 5 | 1 | 15 | 4  | 3.750  | 395 | 373 | 1.059 |
| 2   | Arkas               | 12 | 6 | 4 | 2 | 14 | 9  | 1.555  | 516 | 408 | 1.264 |
| 3   | Charlottenburg      | 9  | 6 | 3 | 3 | 12 | 11 | 1.090  | 502 | 492 | 1.020 |
| 4   | Marek Junion-Ivkoni | 0  | 6 | 0 | 6 | 1  | 18 | 0.0556 | 333 | 473 | 0.704 |

#### Girone B

##### Risultati
| 4 novembre 2015 Başkent Voleybol Salonu, Ankara Durata: 1h:14 - Spettatori: 3 000            | Ziraat Bankası  | 3 - 0 | Paris           | 25-16, 25-17, 25-16               |
| 3 novembre 2015 Dynamo Sports Palace, Mosca Durata: 1h:13 - Spettatori: 3 500                | Dinamo Mosca    | 3 - 0 | Friedrichshafen | 25-16, 25-20, 25-16               |
| 18 novembre 2015 ZF-Arena Friedrichshafen, Friedrichshafen Durata: 1h:54 - Spettatori: 2 100 | Friedrichshafen | 1 - 3 | Ziraat Bankası  | 20-25, 25-18, 15-25, 23-25        |
| 8 dicembre 2015 Salle Charléty, Parigi Durata: 2h:37 - Spettatori: 1 150                     | Paris           | 3 - 2 | Dinamo Mosca    | 29-27, 15-25, 27-29, 30-28, 15-12 |
| 2 dicembre 2015 Başkent Voleybol Salonu, Ankara Durata: 0 - Spettatori: 0                    | Ziraat Bankası  | 3 - 0 | Dinamo Mosca    | 25-0, 25-0, 25-0                  |
| 1 dicembre 2015 Salle Charléty, Parigi Durata: 1h:22 - Spettatori: 500                       | Paris           | 3 - 0 | Friedrichshafen | 25-23, 25-16, 25-22               |
| 16 dicembre 2015 ZF-Arena Friedrichshafen, Friedrichshafen Durata: 1h:28 - Spettatori: 1 500 | Friedrichshafen | 3 - 0 | Paris           | 26-24, 27-25, 25-19               |
| 17 dicembre 2015 Dynamo Sports Palace, Mosca Durata: 1h:23 - Spettatori: 2 500               | Dinamo Mosca    | 3 - 0 | Ziraat Bankası  | 25-21, 25-22, 25-22               |
| 20 gennaio 2016 Dynamo Sports Palace, Mosca Durata: 1h:18 - Spettatori: 3 000                | Dinamo Mosca    | 3 - 0 | Paris           | 25-15, 25-23, 26-24               |
| 21 gennaio 2016 Başkent Voleybol Salonu, Ankara Durata: 2h:04 - Spettatori: 1 500            | Ziraat Bankası  | 3 - 1 | Friedrichshafen | 25-23, 22-25, 25-21, 25-23        |
| 26 gennaio 2016 ZF-Arena Friedrichshafen, Friedrichshafen Durata: 1h:24 - Spettatori: 1 854  | Friedrichshafen | 3 - 0 | Dinamo Mosca    | 25-22, 25-22, 25-13               |
| 26 gennaio 2016 Salle Charléty, Parigi Durata: 1h:58 - Spettatori: 1180                      | Paris           | 1 - 3 | Ziraat Bankası  | 25-23, 23-25, 21-25, 21-25        |

##### Classifica
| Pos | Squadra         | Pt | G | V | P | SV | SP | Ratio | PF  | PS  | Ratio |
| --- | --------------- | -- | - | - | - | -- | -- | ----- | --- | --- | ----- |
| 1   | Ziraat Bankası  | 15 | 6 | 5 | 1 | 15 | 6  | 2.500 | 503 | 389 | 1.293 |
| 2   | Dinamo Mosca    | 10 | 6 | 3 | 3 | 11 | 9  | 1.222 | 404 | 445 | 0.907 |
| 3   | Friedrichshafen | 6  | 6 | 2 | 4 | 8  | 12 | 0.666 | 441 | 465 | 0.948 |
| 4   | Paris           | 5  | 6 | 2 | 4 | 7  | 14 | 0.500 | 460 | 509 | 0.903 |

#### Girone C

##### Risultati
| 5 novembre 2015 PalaTrento, Trento Durata: 1h:14 - Spettatori: 2 348            | Trentino | 3 - 0 | Maaseik  | 25-18, 25-19, 25-21               |
| 4 novembre 2015 Salle Robert-Grenon, Tours Durata: 1h:40 - Spettatori: 2 500    | Tours    | 3 - 1 | PAOK     | 25-20, 21-25, 25-17, 25-16        |
| 18 novembre 2015 PAOK Sports Arena, Salonicco Durata: 1h:46 - Spettatori: 2 350 | PAOK     | 1 - 3 | Trentino | 22-25, 25-18, 21-25, 13-25        |
| 18 novembre 2015 Lotto Dôme, Maaseik Durata: 1h:48 - Spettatori: 1 550          | Maaseik  | 1 - 3 | Tours    | 19-25, 22-25, 25-23, 21-25        |
| 2 dicembre 2015 PalaTrento, Trento Durata: 1h:12 - Spettatori: 2 397            | Trentino | 3 - 0 | Tours    | 25-10, 25-20, 26-24               |
| 1º dicembre 2015 Lotto Dôme, Maaseik Durata: 1h:42 - Spettatori: 1 650          | Maaseik  | 3 - 0 | PAOK     | 37-35, 25-22, 25-19               |
| 16 dicembre 2015 PAOK Sports Arena, Salonicco Durata: 1h:52 - Spettatori: 1 600 | PAOK     | 3 - 1 | Maaseik  | 25-21, 21-25, 25-21, 25-19        |
| 16 dicembre 2015 Salle Robert-Grenon, Tours Durata: 2h:04 - Spettatori: 2 700   | Tours    | 3 - 2 | Trentino | 18-25, 25-21, 27-25, 22-25, 15-10 |
| 20 gennaio 2016 Salle Robert-Grenon, Tours Durata: 1h:12 - Spettatori: 2 500    | Tours    | 3 - 0 | Maaseik  | 25-22, 25-15, 25-15               |
| 19 gennaio 2016 PalaTrento, Trento Durata: 1h:16 - Spettatori: 2 692            | Trentino | 3 - 0 | PAOK     | 25-18, 25-20, 27-25               |
| 26 gennaio 2016 PAOK Sports Arena, Salonicco Durata: 1h:41 - Spettatori: 500    | PAOK     | 1 - 3 | Tours    | 18-25, 21-25, 25-23, 16-25        |
| 26 gennaio 2016 Lotto Dôme, Maaseik Durata: 1h:10 - Spettatori: 2 100           | Maaseik  | 0 - 3 | Trentino | 21-25, 10-25, 21-25               |

##### Classifica
| Pos | Squadra  | Pt | G | V | P | SV | SP | Ratio | PF  | PS  | Ratio |
| --- | -------- | -- | - | - | - | -- | -- | ----- | --- | --- | ----- |
| 1   | Trentino | 16 | 6 | 5 | 1 | 17 | 4  | 4.250 | 502 | 415 | 1.209 |
| 2   | Tours    | 14 | 6 | 5 | 1 | 15 | 8  | 1.875 | 528 | 479 | 1.102 |
| 3   | PAOK     | 3  | 6 | 1 | 5 | 6  | 16 | 0.375 | 474 | 537 | 0.882 |
| 4   | Maaseik  | 3  | 6 | 1 | 5 | 5  | 15 | 0.333 | 422 | 495 | 0.852 |

#### Girone D

##### Risultati
| 5 novembre 2015 Olympiahalle Innsbruck, Innsbruck Durata: 1h:34 - Spettatori: 1 753        | Tirol              | 0 - 3 | Zenit-Kazan        | 17-25, 22-25, 38-40               |
| 5 novembre 2015 Mediteranski Sportski Centar, Budua Durata: 1h:23 - Spettatori: 600        | Budvanska rivijera | 0 - 3 | Halkbank           | 20-25, 20-25, 26-28               |
| 18 novembre 2015 Başkent Voleybol Salonu, Ankara Durata: 2h:20 - Spettatori: 1 080         | Halkbank           | 3 - 2 | Tirol              | 23-25, 25-21, 30-32, 25-21, 15-12 |
| 18 novembre 2015 Centr volejbola Sankt-Peterburg, Kazan' Durata: 1h:06 - Spettatori: 1 755 | Zenit-Kazan        | 3 - 0 | Budvanska rivijera | 25-20, 25-15, 25-19               |
| 3 dicembre 2015 Olympiahalle Innsbruck, Innsbruck Durata: 1h:22 - Spettatori: 1 550        | Tirol              | 3 - 0 | Budvanska rivijera | 25-21, 25-19, 25-21               |
| 2 dicembre 2015 Centr volejbola Sankt-Peterburg, Kazan' Durata: 1h:11 - Spettatori: 2 350  | Zenit-Kazan        | 3 - 0 | Halkbank           | 25-23, 25-14, 25-16               |
| 16 dicembre 2015 Başkent Voleybol Salonu, Ankara Durata: 1h:45 - Spettatori: 1 600         | Halkbank           | 1 - 3 | Zenit-Kazan        | 25-21, 23-25, 21-25, 14-25        |
| 17 dicembre 2015 Mediteranski Sportski Centar, Budua Durata: 2h:10 - Spettatori: 600       | Budvanska rivijera | 2 - 3 | Tirol              | 25-19, 22-25, 25-23, 20-25, 5-15  |
| 21 gennaio 2016 Mediteranski Sportski Centar, Budua Durata: 1h:04 - Spettatori: 300        | Budvanska rivijera | 0 - 3 | Zenit-Kazan        | 17-25, 16-25, 17-25               |
| 21 gennaio 2016 Olympiahalle Innsbruck, Innsbruck Durata: 1h:54 - Spettatori: 2 100        | Tirol              | 1 - 3 | Halkbank           | 22-25, 25-21, 21-25, 19-25        |
| 26 gennaio 2016 Başkent Voleybol Salonu, Ankara Durata: 1h:35 - Spettatori: 750            | Halkbank           | 3 - 0 | Budvanska rivijera | 25-15, 25-16, 25-16               |
| 26 gennaio 2016 Centr volejbola Sankt-Peterburg, Kazan' Durata: 1h:11 - Spettatori: 1 350  | Zenit-Kazan        | 3- 0  | Tirol              | 25-16, 25-22, 25-21               |

##### Classifica
| Pos | Squadra            | Pt | G | V | P | SV | SP | Ratio  | PF  | PS  | Ratio |
| --- | ------------------ | -- | - | - | - | -- | -- | ------ | --- | --- | ----- |
| 1   | Zenit-Kazan        | 18 | 6 | 6 | 0 | 18 | 1  | 18.000 | 486 | 376 | 1.292 |
| 2   | Halkbank           | 11 | 6 | 4 | 2 | 13 | 9  | 1.444  | 503 | 482 | 1.043 |
| 3   | Tirol              | 6  | 6 | 2 | 4 | 9  | 14 | 0.642  | 516 | 537 | 0.960 |
| 4   | Budvanska rivijera | 1  | 6 | 0 | 6 | 2  | 18 | 0.111  | 375 | 485 | 0.773 |

#### Girone E

##### Risultati
| 5 novembre 2015 Home Credit Arena, Liberec Durata: 1h:22 - Spettatori: 2 800         | Dukla Liberec  | 0 - 3 | Skra Bełchatów | 16-25, 22-25, 19-25        |
| 4 novembre 2015 PalaCivitanova, Civitanova Marche Durata: 1h:52 - Spettatori: 2 068  | Lube           | 3 - 1 | Roeselare      | 25-18, 25-18, 24-26, 25-17 |
| 17 novembre 2015 Schiervelde, Roeselare Durata: 1h:44 - Spettatori: 1 685            | Roeselare      | 3 - 1 | Dukla Liberec  | 22-25, 25-17, 25-22, 25-22 |
| 18 novembre 2015 Atlas Arena, Łódź Durata: 2h:01 - Spettatori: 8 247                 | Skra Bełchatów | 1 - 3 | Lube           | 28-30, 25-18, 21-25, 20-25 |
| 3 dicembre 2015 Home Credit Arena, Liberec Durata: 1h:14 - Spettatori: 2 950         | Dukla Liberec  | 0 - 3 | Lube           | 18-25, 24-26, 15-25        |
| 1 dicembre 2015 Atlas Arena, Łódź Durata: 1h:24 - Spettatori: 8 000                  | Skra Bełchatów | 3 - 0 | Roeselare      | 25-23, 27-25, 25-18        |
| 15 dicembre 2015 Schiervelde, Roeselare Durata: 1h:50 - Spettatori: 2 000            | Roeselare      | 1 - 3 | Skra Bełchatów | 19-25, 15-25, 25-21, 14-25 |
| 16 dicembre 2015 PalaCivitanova, Civitanova Marche Durata: 1h:16 - Spettatori: 2 043 | Lube           | 3 - 0 | Dukla Liberec  | 25-20, 25-23, 25-20        |
| 20 gennaio 2016 PalaCivitanova, Civitanova Marche Durata: 1h:24 - Spettatori: 3 240  | Lube           | 3 - 0 | Skra Bełchatów | 25-16, 33-31, 25-16        |
| 21 gennaio 2016 Home Credit Arena, Liberec Durata: 1h:50 - Spettatori: 2 800         | Dukla Liberec  | 1 - 3 | Roeselare      | 20-25, 18-25, 25-23, 19-25 |
| 26 gennaio 2016 Schiervelde, Roeselare Durata: 1h:46 - Spettatori: 1 900             | Roeselare      | 3 - 1 | Lube           | 28-30, 25-19, 25-15, 25-17 |
| 26 gennaio 2016 Atlas Arena, Łódź Durata: 1h:16 - Spettatori: 2 700                  | Skra Bełchatów | 3 - 0 | Dukla Liberec  | 25-18, 25-17, 25-19        |

##### Classifica
| Pos | Squadra        | Pt | G | V | P | SV | SP | Ratio | PF  | PS  | Ratio |
| --- | -------------- | -- | - | - | - | -- | -- | ----- | --- | --- | ----- |
| 1   | Lube           | 15 | 6 | 5 | 1 | 16 | 5  | 3.200 | 512 | 459 | 1.115 |
| 2   | Skra Bełchatów | 12 | 6 | 4 | 2 | 13 | 7  | 1.857 | 480 | 431 | 1.113 |
| 3   | Roeselare      | 9  | 6 | 3 | 3 | 11 | 12 | 0.916 | 516 | 521 | 0.990 |
| 4   | Dukla Liberec  | 0  | 6 | 0 | 6 | 2  | 18 | 0.111 | 399 | 496 | 0.804 |

#### Girone F

##### Risultati
| 5 novembre 2015 Arena Stožice, Lubiana Durata: 1h:33 - Spettatori: 1 600           | ACH Volley   | 0 - 3 | Modena       | 25-27, 15-25, 17-25               |
| 3 novembre 2015 Ergo Arena, Danzica Durata: 1h:19 - Spettatori: 5 100              | Trefl Gdańsk | 3 - 0 | Vojvodina    | 25-18, 25-16, 25-19               |
| 18 novembre 2015 Centro Sportivo SPENS, Novi Sad Durata: 1h:21 - Spettatori: 2 000 | Vojvodina    | 3 - 0 | ACH Volley   | 25-22, 25-21, 25-19               |
| 19 novembre 2015 PalaPanini, Modena Durata: 1h:23 - Spettatori: 3 126              | Modena       | 3 - 0 | Trefl Gdańsk | 25-16, 30-28, 25-12               |
| 3 dicembre 2015 Arena Stožice, Lubiana Durata: 1h:21 - Spettatori: 950             | ACH Volley   | 0 - 3 | Trefl Gdańsk | 18-25, 17-25, 14-25               |
| 3 dicembre 2015 PalaPanini, Modena Durata: 1h:14 - Spettatori: 2 200               | Modena       | 3 - 0 | Vojvodina    | 25-6, 25-14, 27-25                |
| 16 dicembre 2015 Centro Sportivo SPENS, Novi Sad Durata: 1h:17 - Spettatori: 3 000 | Vojvodina    | 0 - 3 | Modena       | 21-25, 22-25, 14-25               |
| 15 dicembre 2015 Ergo Arena, Danzica Durata: 1h:18 - Spettatori: 2 500             | Trefl Gdańsk | 3 - 0 | ACH Volley   | 25-19, 25-17, 25-23               |
| 21 gennaio 2016 Ergo Arena, Danzica Durata: 2h:10 - Spettatori: 3 300              | Trefl Gdańsk | 3 - 2 | Modena       | 25-22, 21-25, 26-24, 22-25, 15-13 |
| 21 gennaio 2016 Arena Stožice, Lubiana Durata: 1h:52 - Spettatori: 1 000           | ACH Volley   | 3 - 1 | Vojvodina    | 19-25, 25-21, 29-27, 25-18        |
| 26 gennaio 2016 Centro Sportivo SPENS, Novi Sad Durata: 1h:48 - Spettatori: 1 200  | Vojvodina    | 1 - 3 | Trefl Gdańsk | 20-25, 21-25, 25-19, 17-25        |
| 26 gennaio 2016 PalaPanini, Modena Durata: 1h:13 - Spettatori: 2 888               | Modena       | 3 - 0 | ACH Volley   | 25-20, 25-23, 25-17               |

##### Classifica
| Pos | Squadra      | Pt | G | V | P | SV | SP | Ratio | PF  | PS  | Ratio |
| --- | ------------ | -- | - | - | - | -- | -- | ----- | --- | --- | ----- |
| 1   | Modena       | 16 | 6 | 5 | 1 | 17 | 3  | 5.666 | 493 | 386 | 1.277 |
| 2   | Trefl Gdańsk | 14 | 6 | 5 | 1 | 15 | 6  | 2.500 | 484 | 433 | 1.117 |
| 3   | Vojvodina    | 3  | 6 | 1 | 5 | 15 | 5  | 0.333 | 404 | 481 | 0.839 |
| 4   | ACH Volley   | 3  | 6 | 1 | 5 | 3  | 16 | 0.187 | 387 | 468 | 0.826 |

#### Girone G

##### Risultati
| 4 novembre 2015 Hala Podpromie, Rzeszów Durata: 1h:11 - Spettatori: 4 068   | Asseco Resovia | 3 - 0 | Lugano         | 25-16, 25-17, 25-19               |
| 5 novembre 2015 Sporthal Arena, Deurne Durata: 2h:15 - Spettatori: 600      | Asse-Lennik    | 3 - 2 | Tomis Costanza | 28-26, 23-25, 25-13, 21-25, 15-10 |
| 17 novembre 2015 Sala Sporturilor, Costanza Durata: 1h:19 - Spettatori: 800 | Tomis Costanza | 0 - 3 | Asseco Resovia | 20-25, 19-25, 21-25               |
| 19 novembre 2015 Resega, Lugano Durata: 2h:17 - Spettatori: 650             | Lugano         | 2 - 3 | Asse-Lennik    | 28-26, 24-26, 25-23, 22-25, 8-15  |
| 2 dicembre 2015 Hala Podpromie, Rzeszów Durata: 1h:13 - Spettatori: 4 200   | Asseco Resovia | 3 - 0 | Asse-Lennik    | 25-16, 25-18, 25-18               |
| 3 dicembre 2015 Resega, Lugano Durata: 1h:26 - Spettatori: 750              | Lugano         | 3 - 0 | Tomis Costanza | 26-24, 25-23, 25-22               |
| 17 dicembre 2015 Sala Sporturilor, Costanza Durata: 1h:17 - Spettatori: 485 | Tomis Costanza | 0 - 3 | Lugano         | 18-25, 8-25, 22-25                |
| 17 dicembre 2015 Sporthal Arena, Deurne Durata: 1h:48 - Spettatori: 1 150   | Asse-Lennik    | 1 - 3 | Asseco Resovia | 25-21, 13-25, 24-26, 14-25        |
| 21 gennaio 2016 Sporthal Arena, Deurne Durata: 2h:10 - Spettatori: 3 300    | Asse-Lennik    | 3 - 2 | Lugano         | 25-22, 21-25, 26-24, 22-25, 15-13 |
| 20 gennaio 2016 Hala Podpromie, Rzeszów Durata: 1h:52 - Spettatori: 1 000   | Asseco Resovia | 3 - 1 | Tomis Costanza | 19-25, 25-21, 29-27, 25-18        |
| 26 gennaio 2016 Sala Sporturilor, Costanza Durata: 0h:00 - Spettatori: 0    | Tomis Costanza | 0 - 3 | Asse-Lennik    | 0-25, 0-25, 0-25                  |
| 26 gennaio 2016 Resega, Lugano Durata: 1h:17 - Spettatori: 1 650            | Lugano         | 0 - 3 | Asseco Resovia | 25-25, 17-25, 18-25               |

##### Classifica
| Pos | Squadra        | Pt | G | V | P | SV | SP | Ratio  | PF  | PS  | Ratio |
| --- | -------------- | -- | - | - | - | -- | -- | ------ | --- | --- | ----- |
| 1   | Asseco Resovia | 18 | 6 | 6 | 0 | 18 | 1  | 18.000 | 472 | 298 | 1.583 |
| 2   | Asse-Lennik    | 10 | 6 | 4 | 2 | 13 | 10 | 1.300  | 505 | 437 | 1.155 |
| 3   | Lugano         | 7  | 6 | 2 | 4 | 8  | 12 | 0.666  | 427 | 457 | 0.934 |
| 4   | Tomis Costanza | 1  | 6 | 0 | 6 | 2  | 18 | 0.111  | 276 | 488 | 0.565 |

### Play-off a 12

#### Andata
| 17 febbraio 2016 Atlas Arena, Łódź Durata: 2h:03 - Spettatori: 8 390                     | Skra Bełchatów | 3 - 1 | Ziraat Bankası | 25-19, 25-27, 25-20, 27-25        |
| 16 febbraio 2016 Ergo Arena, Danzica Durata: 1h:41 - Spettatori: 6 502                   | Trefl Gdańsk   | 1 - 3 | Zenit-Kazan    | 19-25, 25-22, 17-25, 15-25        |
| 17 febbraio 2016 Salle Robert-Grenon, Tours Durata: 1h:19 - Spettatori: 2 964            | Tours          | 0 - 3 | Belogor'e      | 19-25, 16-25, 23-25               |
| 17 febbraio 2016 Sporthal Arena, Deurne Durata: 2h:05 - Spettatori: 1 850                | Asse-Lennik    | 2 - 3 | Trentino       | 25-23, 17-25, 22-25, 25-21, 13-15 |
| 16 febbraio 2016 İzmir Atatürk Voleybol Salonu, Smirne Durata: 1h:22 - Spettatori: 2 000 | Arkas          | 0 - 3 | Lube           | 20-25, 21-25, 19-25               |
| 17 febbraio 2016 Başkent Voleybol Salonu, Ankara Durata: 1h:17 - Spettatori: 4 000       | Halkbank       | 3 - 0 | Modena         | 25-20, 25-21, 25-13               |

#### Ritorno
| 2 marzo 2016 Başkent Voleybol Salonu, Ankara Durata: 2h:11 - Spettatori: 4 500         | Ziraat Bankası | 3 - 2 | Skra Bełchatów | 20-25, 13-25, 28-26, 28-26, 15-10 |
| 2 marzo 2016 Centr volejbola Sankt-Peterburg, Kazan' Durata: 1h:15 - Spettatori: 2 300 | Zenit-Kazan    | 3 - 0 | Trefl Gdańsk   | 25-19, 25-16, 25-22               |
| 2 marzo 2016 Sports Palace Cosmos, Belgorod Durata: 2h:02 - Spettatori: 4 700          | Belogor'e      | 2 - 3 | Tours          | 23-25, 25-22, 25-20, 17-25, 13-15 |
| 3 marzo 2016 PalaTrento, Trento Durata: 1h:19 - Spettatori: 2 466                      | Trentino       | 3 - 0 | Asse-Lennik    | 25-18, 25-23, 25-19               |
| 2 marzo 2016 PalaCivitanova, Civitanova Marche Durata: 1h:47 - Spettatori: 1 835       | Lube           | 3 - 1 | Arkas          | 25-14, 23-25, 25-18, 32-30        |
| 3 marzo 2016 PalaPanini, Modena Durata: 1h:54 - Spettatori: 2 300                      | Modena         | 3 - 2 | Halkbank       | 22-25, 25-20, 25-21, 17-25, 15-9  |

#### Squadre qualificate
- Halkbank[2]
- Skra Bełchatów[2]
- Belogor'e[2]
- Zenit-Kazan
- Lube
- Trentino

### Play-off a 6

#### Andata
| 16 marzo 2016 Centr volejbola Sankt-Peterburg, Kazan' Durata: 2h:21 - Spettatori: 4 320 | Zenit-Kazan | 2 - 3 | Skra Bełchatów | 25-23, 25-21, 23-25, 25-27, 16-18 |
| 17 marzo 2016 PalaTrento, Trento Durata: 1h:33 - Spettatori: 2 173                      | Trentino    | 3 - 0 | Belogor'e      | 25-20, 25-17, 28-26               |
| 17 marzo 2016 PalaCivitanova, Civitanova Marche Durata: 2h:02 - Spettatori: 3 620       | Lube        | 3 - 2 | Halkbank       | 21-25, 21-25, 25-17, 25-18, 15-11 |

#### Ritorno
| 24 marzo 2016 Atlas Arena, Łódź Durata: 1h:27 - Spettatori: 12 500              | Skra Bełchatów | 0 - 3 | Zenit-Kazan | 19-25, 23-25, 19-25                                 |
| 22 marzo 2016 Sports Palace Cosmos, Belgorod Durata: 2h:11 - Spettatori: 4 900  | Belogor'e      | 2 - 3 | Trentino    | 17-25, 25-21, 23-25, 25-22, 14-16                   |
| 23 marzo 2016 Başkent Voleybol Salonu, Ankara Durata: 2h:34 - Spettatori: 4 000 | Halkbank       | 3 - 2 | Lube        | 27-29, 26-24, 25-22, 20-25, 15-13 Golden set: 15-17 |

#### Squadre qualificate
- Zenit-Kazan
- Asseco Resovia[3]
- Lube
- Trentino

### Final Four
|  | Semifinali     | Semifinali     | Semifinali |          |             | Finale             | Finale             | Finale             |  |
|  |                |                |            |          |             |                    |                    |                    |  |
|  | Zenit-Kazan    | Zenit-Kazan    | 3          |          |             |                    |                    |                    |  |
|  | Zenit-Kazan    | Zenit-Kazan    | 3          |          |             |                    |                    |                    |  |
|  | Asseco Resovia | Asseco Resovia | 1          |          |             |                    |                    |                    |  |
|  | Asseco Resovia | Asseco Resovia | 1          |          | Zenit-Kazan | Zenit-Kazan        | 3                  |                    |  |
|  |                |                |            |          | Zenit-Kazan | Zenit-Kazan        | 3                  |                    |  |
|  |                |                | Trentino   | Trentino | 2           |                    |                    |                    |  |
|  | Trentino       | Trentino       | Trentino   | Trentino | 2           | 3                  |                    |                    |  |
|  | Trentino       | Trentino       |            |          |             | 3                  |                    |                    |  |
|  | Lube           | Lube           | 0          |          |             | Finale 3º/4º posto | Finale 3º/4º posto | Finale 3º/4º posto |  |
|  | Lube           | Lube           | 0          |          |             |                    |                    |                    |  |
|  |                |                |            |          |             |                    |                    |                    |  |
|  |                |                |            |          |             | Asseco Resovia     | Asseco Resovia     | 2                  |  |
|  |                |                |            |          |             | Asseco Resovia     | Asseco Resovia     | 2                  |  |
|  |                |                |            |          |             | Lube               | Lube               | 3                  |  |

#### Semifinali
| 16 aprile 2016 Kraków Arena, Cracovia Durata: 1h:58 - Spettatori: 12 137 | Zenit-Kazan | 3 - 1 | Asseco Resovia | 22-25, 26-24, 25-18, 25-21 |
| 16 aprile 2016 Kraków Arena, Cracovia Durata: 1h:19 - Spettatori: 10 000 | Trentino    | 3 - 0 | Lube           | 25-19, 25-20, 25-18        |

#### Finale 3º posto
| 17 aprile 2016 Kraków Arena, Cracovia Durata: 2h:18 - Spettatori: 13 000 | Asseco Resovia | 2 - 3 | Lube | 20-25, 27-25, 25-22, 22-25, 10-15 |

#### Finale
| 17 aprile 2016 Kraków Arena, Cracovia Durata: 2h:19 - Spettatori: 11 000 | Zenit-Kazan | 3 - 2 | Trentino | 23-25, 22-25, 25-17, 27-25, 15-13 |

## Premi individuali
| Premio                | Nome              | Squadra        |
| --------------------- | ----------------- | -------------- |
| MVP                   | Wilfredo León     | Zenit-Kazan    |
| Miglior palleggiatore | Simone Giannelli  | Trentino       |
| Miglior opposto       | Maksim Michajlov  | Zenit-Kazan    |
| Miglior schiacciatore | Wilfredo León     | Zenit-Kazan    |
| Miglior schiacciatore | Tine Urnaut       | Trentino       |
| Miglior centrale      | Russell Holmes    | Asseco Resovia |
| Miglior centrale      | Sebastián Solé    | Trentino       |
| Miglior libero        | Jenia Grebennikov | Lube           |